# Хрест Да Вінчі
"Хрест Да Вінчі" — почесна нагорода 1-го окремого штурмового батальйону "Да Вінчі" ім. Героя України Дмитра Коцюбайла, призначена для відзначення громадян України та іноземців за виявлену мужність в умовах російсько-української війни, вагомий внесок у зміцнення обороноздатності України різних рівнів, мілітаризацію суспільства та віддане служіння ідеалам Перемоги.
"Хрест Да Вінчі" символізує приналежність нагородженої особи до комбатантської (волонтерської) спільноти та активної когорти "яструбів війни" громадянського суспільства України. Володіння почесною нагородою підкреслює залученість особи до безкомпромісної боротьби за українські цінності, територіальну цілісність та засади національної держави. 

## Історія нагороди
- 3.05.2024 тимчасово виконуючий обов'язки командира батальйону Дмитро Філатов (друг "Перун") підписав наказ про заснування почесної відзнаки "Хрест Да Вінчі". Окремим наказом був затверджений Статут нагрудного знаку. Того ж дня наказом N 180 та N 181 затверджено перелік осіб, яких нагороджено почесною відзнакою вперше.

- Підготовчі роботи із запровадження відзнаки батальйону Да Вінчі з початку лютого 2024 року здійснювали та координували військовослужбовці підрозділу (в/ч А4848), зокрема молодший сержант Ігор Чепкасов (українець Далекого Сходу рф; політемігрант; з кінця 2017 року переїхав до України уникаючи переслідування на території рф; доброволець; учасник повномасштабної російсько-української війни) та старший лейтенант Дмитро Савченко. Концепція та дизайн відзнаки розроблені Ігорем Чепкасовим; назва, титрування та текст Статуту — авторства Дмитра Савченка; геральдичний консалтинг та безпосереднє виготовлення відзнаки здійснював Сопов Олександр Михайлович та засноване ним ВТО "Орден".

- У другій половині квітня 2024 року, після важких боїв на Куп'янському (н.п. Табаївка) та Бахмутському (околиці н.п. Часів Яр) напрямках 1 ОШБ ДА ВІНЧІ був виведений з району виконання бойових завдань задля проведення комплексних заходів з відновлення боєздатності підрозділу та проведення його комплектування новою технікою та особовим складом. Завдяки цьому командування батальйону отримало можливість вперше, після складання бійцями офіційної військової присяги у грудні 2022 року, провести урочистості з метою підвищення мотивації та морально-психологічного стану особового складу.

- 4.05.2024 у прифронтовій зоні на території Харківської області, за наказом ТВО командира батальйону Дмитра Філатова відбулися урочистості з вручення бійцям 1 ОШБ ДА ВІНЧІ оновлених бойових шевронів підрозділу, відзнак головнокомандувача ЗСУ та Міністра Оборони. Перед строєм військовослужбовців підрозділу, у присутності поважних гостей та представників преси було презентовано нагрудний знак "Хрест Да Вінчі", зачитано Статут та вперше проведено нагородження відзнакою. Бойові (сталеві) та волонтерські (бронзові) хрести отримали військовослужбовці батальйону та інших збройних формувань, а також активні представники фракції "яструбів війни" громадянського суспільства України. Серед поважних гостей наказом ТВО комбата Дмитра Філатова були відзначені кобзар Тарас Компайніченко, журналіст Юрій Бутусов, волонтерка російсько-української війни Алла Мартинюк та інші[2].

## Опис відзнаки
Почесна відзнака (орден) "Хрест Да Вінчі" виготовляється із нейзильберу і має форму випуклого подвійного "козацького хреста".
Верхня пружка хреста: зображення емблеми 1 ОШБ, де літера "Ш" формує тризуб, причому середня вертикальна смужка літери формує цифру "1".
Нижня пружка хреста: напис "ДА ВІNЧІ" у два рядки.
Ліва пружка хреста — число "20", права пружка хреста — число 22, які разом формують 2022 рік, який є роком початку повномасштабного російського вторгнення в Україну, а також роком долучення підрозділу до лав Збройних сил України та подальшого його реформування до рівня батальйону.
Хрест відзнаки покритий темно-червоною емаллю, на нього накладені два схрещені мечі вістрям угору. Посередині відзнаки, в колі — зображення геральдичної фігури, т.зв. "Тризуба Симона Петлюри", який в сучасній Україні визнаний як "Військовий Тризуб ЗСУ"  .

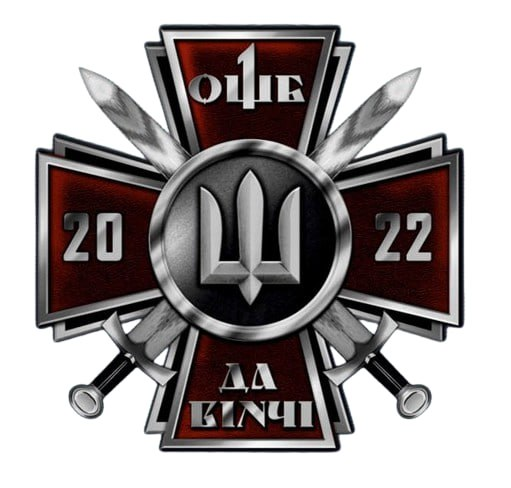
Сталевий "Хрест Да Вінчі"

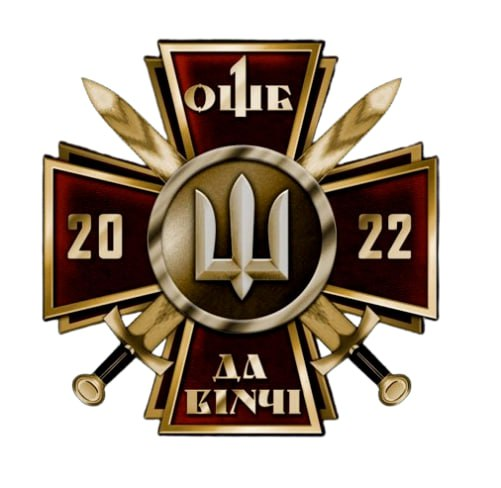
Бронзовий "Хрест Да Вінчі"

Пружки хреста, мечі, коло із тризубом, написи - рельєфні. Розмір відзнаки між протилежними кінцями хреста — 43 мм. На зворотному боці відзнаки, нижче кріплення гвинтового типу, викарбувано ії порядковий номер.
Відзнака "Хрест Да Вінчі" має дві модифікації, які за формою та композицією є тотожними, але різняться за кольором та відтінком металу. Нагрудний знак у вигляді сталевого хреста призначений для нагородження військовослужбовців усіх родів військ, силових відомств, служб, департаментів та представників збройних добровольчих формувань; натомість нагрудним знаком у вигляді бронзового хреста нагороджуються волонтери, працівники оборонного сектору та представники активного мілітаризованого сегменту українського громадянського суспільства. 

## Статут відзнаки

### 1.  Загальні положення
1.1.	Нагрудний знак “Хрест Да Вінчі” є почесною відзнакою командира 1-го Окремого штурмового батальйону (далі - 1 ОШБ), підрозділу, бойовий шлях якого бере початок з 2014-го року, та організаційну розбудову і бойове управління яким здійснював Герой України Дмитро Коцюбайло.
1.2.	Нагрудним знаком «Хрест Да Вінчі» нагороджуються військовослужбовці Збройних сил України, Національної гвардії України, Сил спеціальних операцій України, Служби безпеки України, Прикордонної служби України, Управління державної охорони, добровольчих збройних формувань, державні службовці та волонтери за виявлену особисту відвагу під час захисту державного суверенітету і територіальної цілісності України в умовах, пов’язаних з ризиком для життя; за персональний внесок у зміцнення обороноздатності держави, сумлінну роботу на поприщі колективної безпеки та віддане служіння ідеалам Перемоги.
1.3.	Нагрудний знак “Хрест Да Вінчі” підкреслює засадничу відданість нагородженої особи принципам Української Самостійної Соборної Держави та світоглядній формулі боротьби Дмитра Коцюбайла, що полягала у заклику здійснювати безкомпромісний збройний опір будь-яким формам зовнішньої агресії, допоки останній метр української землі не буде звільнено від окупантів та нейтралізовано усі посягання на свободу і життєпростір української нації. “Хрест Да Вінчі” виражає приналежність особи до комбатантської (волонтерської) спільноти та активної когорти “яструбів війни” громадянського суспільства України та поза її межами.
1.4.	Нагрудний знак “Хрест Да Вінчі” має унікальний порядковий номер, додаток у вигляді нагородного посвідчення та дві модифікації нагрудних знаків, які за формою та композицією є тотожними, але різняться за кольором та відтінком металу. Нагрудний знак у вигляді сталевого хреста призначений для нагородження військовослужбовців усіх родів військ, силових відомств, служб, департаментів та представників збройних добровольчих формувань; натомість нагрудним знаком у вигляді бронзового хреста нагороджуються волонтери, працівники оборонного сектору та представники активного мілітаризованого сегменту українського громадянського суспільства.
1.5.	Нагородження нагрудним знаком “Хрест Да Вінчі” здійснюється за поданням нагородної комісії, сформованої з числа окремих бійців та командирів структурних підрозділів 1 ОШБ за умови затвердження командиром батальйону.
1.6.	Нагородження нагрудним знаком “Хрест Да Вінчі” може бути проведено посмертно.

### 2.	Порядок вручення нагрудного знаку “Хрест Да Вінчі”
2.1.	Вручення почесної відзнаки командира 1 ОШБ, нагрудного знаку “Хрест Да Вінчі”, відбувається лише в умовах урочистої обстановки, публічно, у присутності бійців та офіцерів підрозділу.
2.2.	Нагрудний знак “Хрест Да Вінчі” вручає командир 1 ОШБ або офіцери чи бійці підрозділу за його безпосереднім уповноваженням.
2.3.	Нагородженому нагрудним знаком “Хрест Да Вінчі” вручаються: знак – хрест та посвідчення встановленого зразка.

### 3.	Порядок носіння нагрудного знаку “Хрест Да Вінчі”
3.1.	Почесна відзнака командира 1 ОШБ, нагрудний знак «Хрест Да Вінчі», носиться на правій стороні грудей. За наявності державних орденів ”Хрест Да Вінчі” розташовується правіше державних орденів, але лівіше медалей.

### 4.	Порядок зберігання нагрудного знаку “Хрест Да Вінчі” та нагородного посвідчення до нього
4.1.	У разі нагородження особи почесною відзнакою командира 1 ОШБ, нагрудним знаком «Хрест Да Вінчі», посмертно, відзнака та посвідчення до неї передаються представникам сім’ї нагородженого.
4.2.	Нагрудний знак “Хрест Да Вінчі” та відповідне нагородне посвідчення після смерті нагородженого залишаються в сім'ї загиблого (померлого) як пам'ять.
4.3.	Нагрудний знак “Хрест Да Вінчі” та відповідне нагородне посвідчення можуть бути передані сім'єю загиблого (померлого) або посмертно нагородженого краєзнавчим, історико-культурним музеям або музейним експозиціям в межах державних закладів з метою експонування артефакту. Порядок передачі, обов'язки сторін, строк експонування відзнаки та інші умови визначаються окремою угодою.